# Холбрук (Аризона)
Холбрук (енгл. Holbrook) град је у америчкој савезној држави Аризона. По попису становништва из 2010. у њему је живело 5.053 становника.

## Демографија
Према попису становништва из 2010. у граду је живело 5.053 становника, што је 136 (2,8%) становника више него 2000. године.
| Група             | 2000.         | 2010.         |
| Белци             | 2.364 (48,1%) | 2.218 (43,9%) |
| Афроамериканци    | 116 (2,4%)    | 135 (2,7%)    |
| Азијати           | 51 (1,0%)     | 66 (1,3%)     |
| Хиспаноамериканци | 1.148 (23,3%) | 1.281 (25,4%) |
| Укупно            | 4.917         | 5.053         |